# Heckelfon
Heckelfon, Hekelfon (niem. Heckelphon) – instrument dęty drewniany z grupy aerofonów dwustroikowych. Został wynaleziony w roku 1904 przez Wilhelma Heckela i jego synów. Przypomina obój, ale jest strojony oktawę niżej.

## Charakterystyka

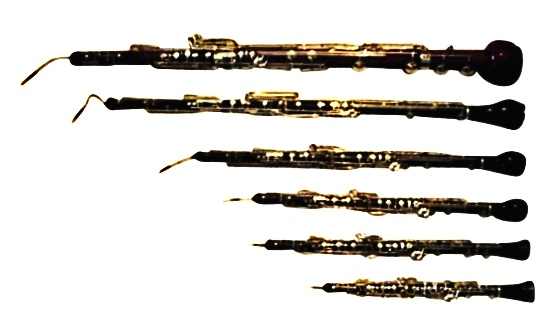
Heckelfon (na górze) z obojami i rożkiem angielskim (trzeci od góry)

Heckelfon jest dwustroikowym instrumentem z rodziny oboi, ale posiada cięższy i bardziej przenikliwy dźwięk. Jest strojony oktawę niżej od oboju, więc od A do g2.
Heckelfon ma mniej więcej 1,3 metra długości i jest dosyć ciężki. Podczas gry spoczywa na podłodze podtrzymywany przez mały metalowy kołek. Gra się na nim za pomocą dużego podwójnego stroika, który bardziej przypomina stroik fagotowy niż obojowy.
Mniejsze heckelfony piccolo zostały opracowane, ale wykonano ich bardzo niewiele i odniosły mniejszy sukces niż zwykłe heckelfony.

## Zastosowanie w muzyce
Heckelfon został po raz pierwszy wykorzystany w operze Salome Richarda Straussa. Następnie został użyty w Elektrze tego samego kompozytora.

## Przykładowe utwory
Hans Mielenz – Concerto op. 60 na heckelfon i orkiestrę.